# 鄂报春
鄂报春（学名：Primula obconica ssp. obconica），又名四季櫻草、四季报春，为报春花科报春花属下的一个亚种。

## 扩展阅读
- 維基物種上的相關：鄂报春